# Всемирный клуб одесситов
Всеми́рный клуб одесси́тов — общественная организация, по заявлению основателей, призванная объединить всех тех, независимо от места жительства, возраста, национальной принадлежности и политических убеждений, кто любит Одессу и ощущает себя одесситом, и кто хотел бы принять участие в её возрождении. Девиз клуба: «Одесситы всех стран, соединяйтесь!».

## История появления

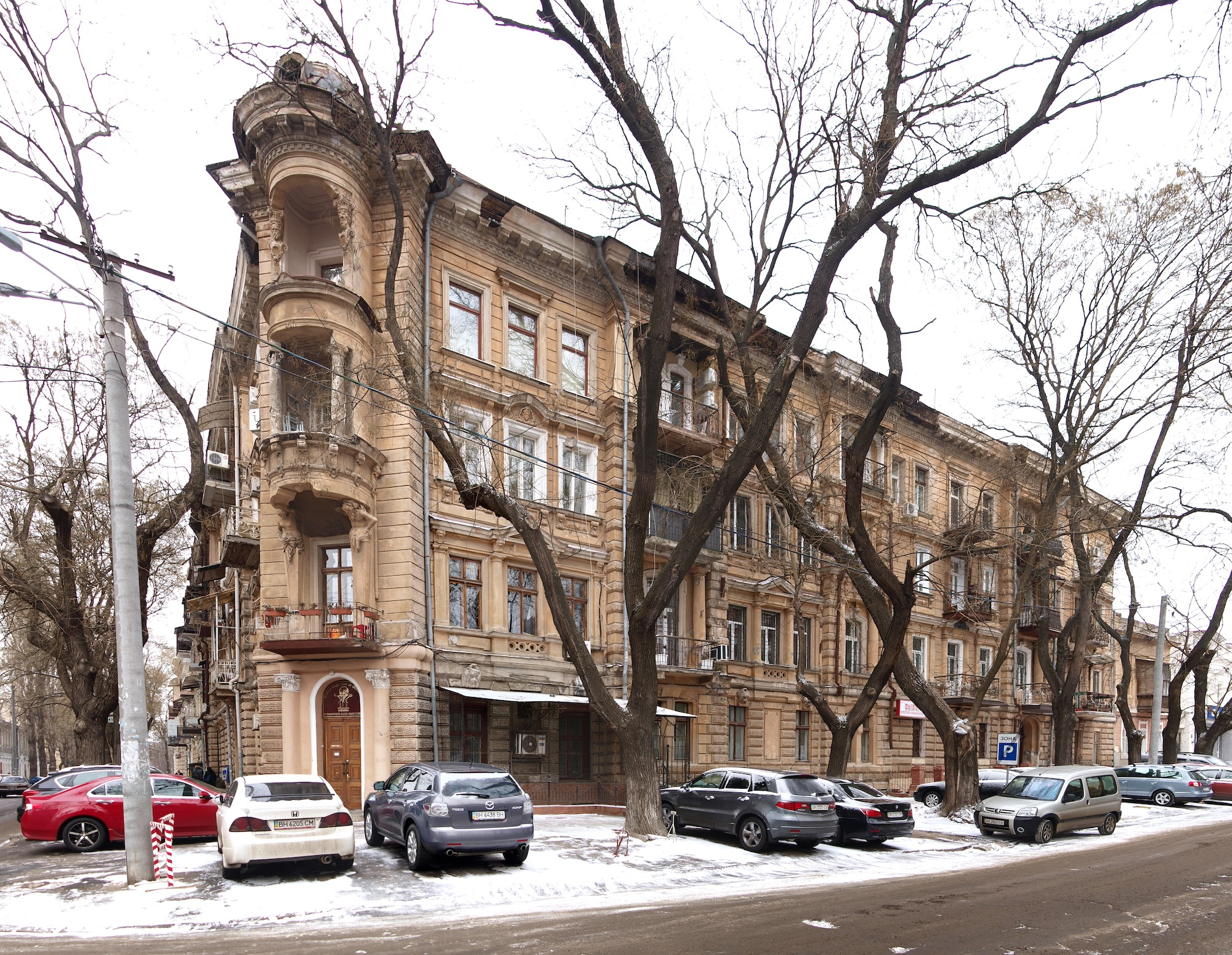
Всемирный клуб одесситов

К концу XX века Одесса, город изначально основанный иммигрантами, превратился в город эмигрантов. Выходцы из Одессы расселились по многим странам мира, продолжая при этом неформальные связи с Одессой и своими бывшими земляками. Инициативой одного из таких одесситов — Михаила Жванецкого, которому пришла идея создать формальную всемирную организацию одесситов — клуб был открыт в ночь с 6 на 7 ноября 1990 года. Михаил Жванецкий был избран Президентом клуба, двумя вице-президентами стали Евгений Голубовский, одесский журналист, и Валерий Хаит, когда-то капитан знаменитой одесской команды КВН. Клуб разместился на пересечении улиц Маразлиевской и Базарной.
В состав Всемирного клуба одесситов и его Президентского совета входят люди, составляющие интеллектуально-духовную элиту Одессы: учёные, музыканты, художники, артисты, писатели, краеведы, промышленники, банкиры, юристы, врачи. Принцип приема не изменялся со времён учреждения клуба: новичок должен оплатить вступительный взнос и заручиться рекомендациями двух действительных членов Клуба; в последующем необходимо платить ежемесячные взносы. В Клуб принимают всех, кто ныне живёт в любой точке мира. Одесситы диаспоры именуются «виртуальными» членами Клуба.
Филиалы Всемирного клуба одесситов действуют в разных странах:
- Австралия, Сидней.
- США, Лос-Анджелес.
- США, Нью-Йорк.
- Канада, Ванкувер.
- Израиль, Тель-Авив.
- Индия, Дели.
- Германия, Берлин.
- Чехия, Прага.
- Польша, Вроцлав.
- Эстония, Таллин.
- Молдова, Кишинев.
- Россия, Москва.
- Россия, Мурманск.
- Россия, Санкт-Петербург.
- Россия, Сочи.
- Россия, Самара.

## Цели клуба и практическая работа
Клуб создавался для общения, обмена новостями, для помощи Одессе в сохранении её исторического и культурного наследия, для поддержки талантливой молодежи, способной продолжить традиции Одессы творческой, торговой и промышленной.
Клуб является инициатором многих городских акций — под его эгидой проводятся выставки, фестивали, творческие конкурсы. В Клубе имеется художественная галерея, в которой выставляют свои работы художники и фотографы из Одессы и других городов и стран. В нём же проходят презентации книг, вышедших в Одессе, пресс-конференции с гостями города. Клуб является местом встреч молодых одесских писателей и поэтов, получивших название «Зеленая лампа». Клубом инициирована установка многих мемориальных досок. Особым своим достижением члены клуба считают выполнение проекта по установке в Одессе памятника знаменитому одесситу — писателю Исааку Бабелю, включая сбор средств на его сооружение.

### Печатные издания клуба
С момента своего основания в 1990 году клуб выпускает газету «Всемирные одесские новости», с 1997 года — ежемесячный юмористический журнал «Фонтан» 
С 2000 года выходит литературно-художественный альманах «Дерибасовская — Ришельевская». При участии Клуба было выпущено значительное количество — произведения Веры Инбер, Анатолия Фиолетова, Юрия Олеши, Юрия Михайлика, Давида Макаревского, «Венок Мандельштаму», трехтомник Владимира Жаботинского, сборник ранних стихов Семёна Кирсанова, «Конармия» Бабеля с иллюстрациями Е. Ладыженского. 
В 2002 году был создан сайт Клуба, на котором размещены коллекции книг об Одессе или написанные одесситами и видеоматериалов. Всемирный клуб одесситов совместно со студией «Нулевой километр» выпустил электронный биографический справочник «Они оставили след в истории Одессы».

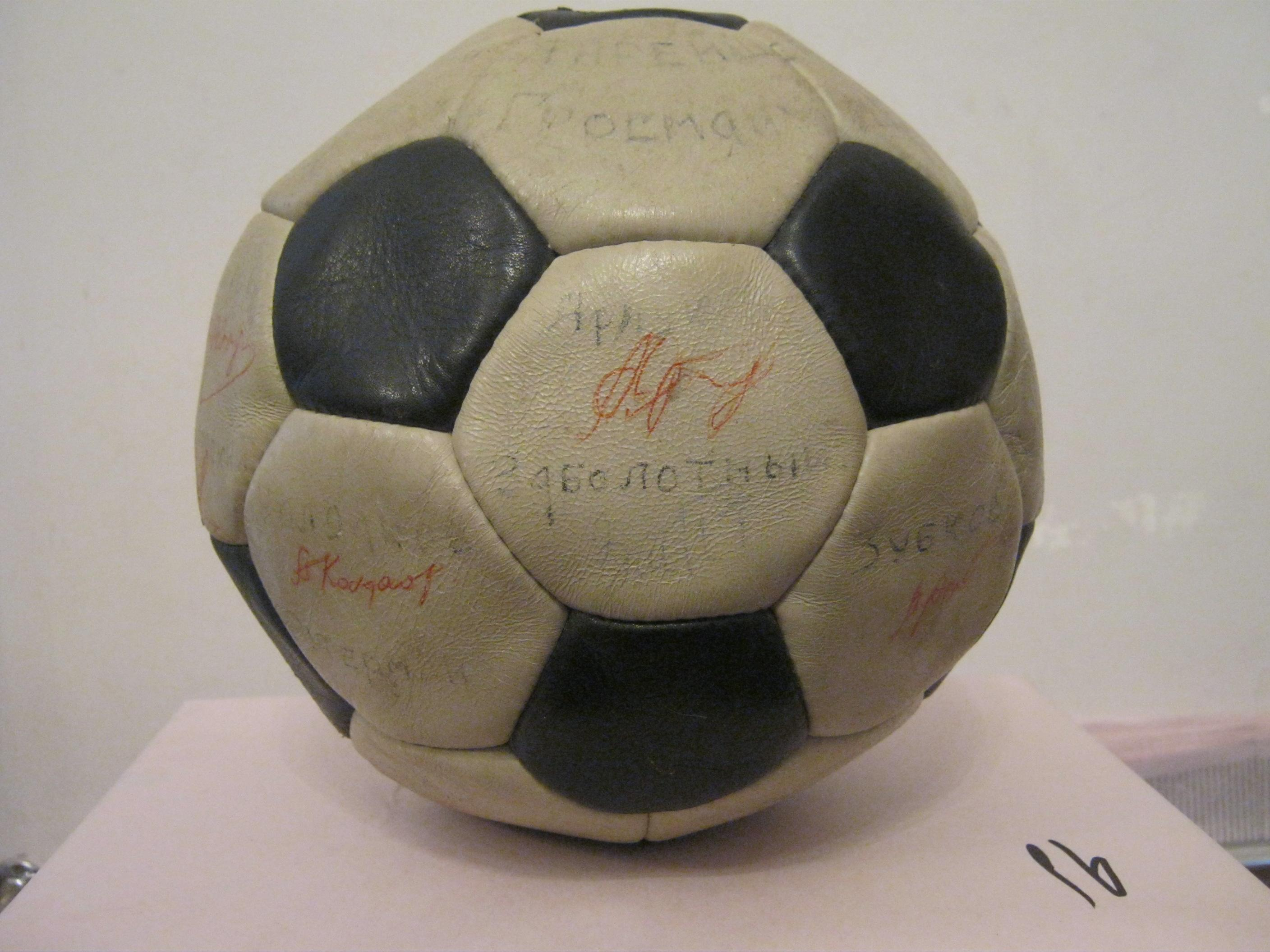
Мяч подаренный Исааку Гроссману в день его 75-летия. Мяч хранится во Всемирном клубе одесситов (2014)